# Caroline Series
Caroline Mary Series FRS (Oxford, 24 marzo 1951) è una matematica inglese, nota per il suo lavoro in geometria iperbolica, gruppi di Klein e sistemi dinamici.

## Gioventù e istruzione

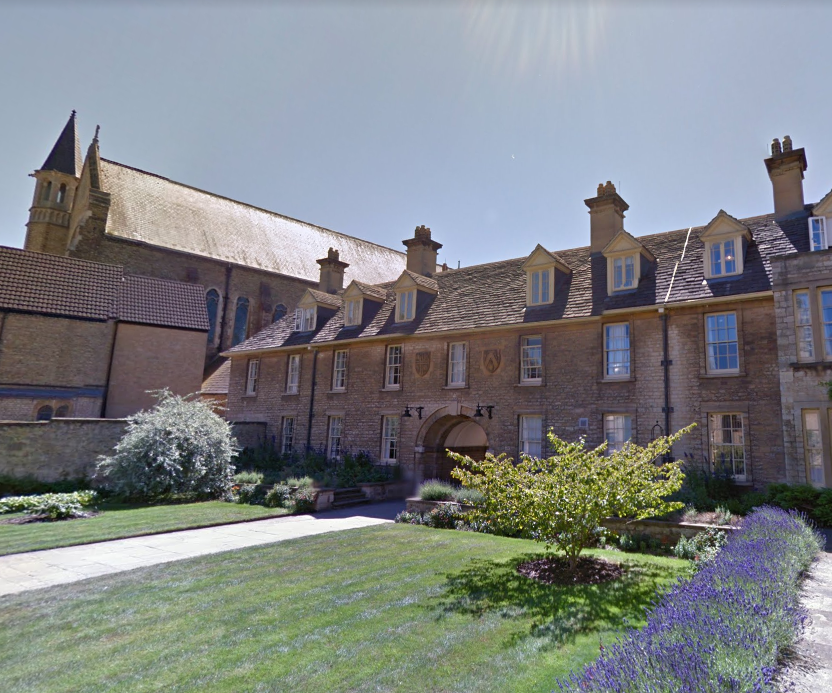
Somerville College, Oxford dove ha studiato Series.

Series è nata a Oxford il 24 marzo 1951 da Annette e George Series. Ha frequentato la Oxford High School for Girls e dal 1969 ha studiato al Somerville College di Oxford, dove ha conseguito una laurea in Matematica nel 1972 ed è stata insignita del Premio Matematico dell'Università. Ha vinto una borsa di studio Kennedy e ha frequentato l'Università di Harvard nel 1972, ricevendo il dottorato di ricerca nel 1976 sull'ergodicità dei gruppi di prodotti; il suo supervisore era George Mackey.

## Carriera e ricerca
Nel 1976-77 Series lavorò all'Università della California, Berkeley e fece ricerca nel 1977-78 al Newnham College, Cambridge. Dal 1978 ha lavorato presso l'Università di Warwick, dove è stata nominata professoressa nel 1992. Dal 1999 al 2004 è stata Senior Research Fellow del Engineering and Physical Sciences Research Council (EPSRC) presso l'Università di Warwick.
Negli anni '70 la serie di illustrazioni della Teoria dei sistemi dinamici di Rufus Bowen nella geometria delle frazioni continue e nella geometria iperbolica bidimensionale ha trovato l'effetto dei gruppi di Fuchs. Ha quindi studiato modelli geometrici simili in spazi iperbolici tridimensionali, inclusi modelli frattali, con gruppi di Klein come gruppi di simmetria. Le immagini del computer hanno portato al progetto di un libro con David Mumford e David Wright, che è durato più di dieci anni. I coautori sono Linda Keen e Joan Birman. È Professoressa Emerita di Matematica all'Università di Warwick . Dal 2018 è presidentessa della London Mathematical Society.

## Pubblicazioni
- Caroline Series, Noneuclidean Geometry, Continued Fractions and Ergodic Theory, in Mathematical Intelligencer, vol. 4, 1982,  p. 24.
- Caroline Series, The geometry of Markoff Numbers, in Mathematical Intelligencer, vol. 7, 1985,  pp. 24-31.
- Caroline Series, Some Geometrical Models of Chaotic Dynamics, in Proceedings Royal Society, A 413, 1987,  p. 171.
- T. Bedford, M. Keane, C. Series, ‘’Ergodic Theory, Symbolic Dynamics and Hyperbolic Spaces’’. Oxford University Press (1991).
- David Mumford, Caroline Series, David Wright, ‘’Indra’s Pearls’’. Cambridge University Press (2002).
- Caroline Series, David Wright, Non euclidean geometry and Indra´s Pearls, in Plus Magazine, vol. 7, 2007,  pp. 24-31.

## Riconoscimenti
Nel 1987 Series ha ricevuto il Junior Whitehead Prize dalla London Mathematical Society . Nel 1992 ha tenuto la conferenza Rouse Ball a Cambridge e nel 1986 è stata invitata come relatore al Congresso Internazionale dei Matematici a Berkeley (Symbolic Dynamics for Geodesic Flows). Dal 1990 al 2001 è stata editrice degli Student Texts della London Mathematical Society. Nel 1986 ha co-fondato European Women in Mathematics (EWM). Nel 2009 è stata docente ospite di Emmy Noether all'Università di Gottinga. È stata anche eletta membro dell'American Mathematical Society.
- 1972–74 - Borsa di studio Kennedy, Università di Harvard
- 1987 - Premio Junior Whitehead, London Mathematical Society
- 2014 - Premio Senior Anne Bennett, London Mathematical Society
- 2016 - Fellow della Royal Society

## Vita privata
È la figlia del fisico George Series.